# Château d'Akita
Le nom château d'Akita (秋田城, Akita-jō) se réfère aux ruines d'une colonie fortifiée de l'époque de Nara située dans ce qui est à présent la ville d'Akita dans la préfecture d'Akita au Japon. Il est parfois aussi appelé « fort Akita ». Le nom est parfois également utilisé pour désigner le château de Kubota, château japonais de l'époque d'Edo qui sert de quartier général aux Sakate, daimyos du domaine de Kubota, maîtres du nord de la province de Dewa sous l'autorité du shogunat Tokugawa.

## Histoire
Durant la période Asuka, Abe no Hirafu conquiert les tribus locales Emishi en 658 dans un lieu qui correspond aux villes actuelles d'Akita et Noshiro et établit un fort sur la Mogami-gawa. En 708, le « pays de Dewa » est créé à partir de la moitié nord de la province d'Echigo puis élevé au statut de province de Dewa en 712. Cependant, à cette époque, la région est toujours en dehors du contrôle effectif de la cour de Yamato basée à Nara. Un certain nombre d'expéditions militaires sont envoyées dans la région avec des colons armés créant des colonies avec des palissades en bois à travers le centre de Dewa dans ce qui est maintenant la région Shōnai de la préfecture de Yamagata. En 733, le fort de la Mogami-gawa est déplacé vers le nord et une nouvelle colonie militaire, plus tard appelée « château d'Akita » est installée dans ce qui est maintenant la zone Takashimizu de la ville d'Akita. Abe no Yakamaro est envoyé comme chinjufu-shōgun et le château d'Akita devient une base d'opérations pour coloniser la région et soumettre les peuples indigènes Emishi.
En 737, une opération militaire de grande envergure commence afin de mettre en relation le château Akita avec le château de Taga sur la côte Pacifique. Au cours des cinquante années qui suivent, des fortifications supplémentaires sont érigées à Okachi dans la province de Dewa et Monofu dans la province de Mutsu impliquant une force de plus de 5 000 hommes. Cette colonisation est mal ressentie par les tribus Emishi et après un soulèvement en 767, des expéditions de pacification sont effectuées en 776, 778, 794, 801 et 811.
Le château est gravement endommagé lors d'un tremblement de terre en 830. En 878, une grande révolte connue sous le nom « perturbation Ganki » (元慶の乱) éclate dans la région contre la domination des Yamato, ce qui entraîne la destruction d'une grande partie du château d'Akita. Un autre soulèvement majeur se produit en 939, connu sous le nom « perturbation Tenki » (天慶の乱). Cependant, le château d'Akita est restauré après chaque catastrophe et reste en usage jusqu'au milieu de l'époque de Heian. Du IXe au XIe siècle, le château d'Akita sert de résidence au « Dewa-no-suke », ou kokushi (gouverneur) de la province de Dewa. Le titre change pour celui de « Akita-no-suke ». Cependant, le château est abandonné vers 1050 lors de la guerre de Zenkunen.

### De nos jours
Le château Akita est entouré de remparts de terre et possède des portes à chacun des points cardinaux. Les fouilles archéologiques ont révélé les fondations de la caserne ainsi que des bâtiments officiels du gouvernement de la province de Dewa ainsi que les tuiles de céramique, des panneaux de pointage en bois et des documents sur papier verni.
Le site est déclaré site historique national en 1939. Les fouilles archéologiques indiquent que les dimensions du site sont de 94 m d'est en ouest et de 77 m du nord au sud. Un certain nombre d'ouvrages du château d'Akita ont été reconstruits sur leurs sites d'origine.

## Source de la traduction
- (en) Cet article est partiellement ou en totalité issu de l’article de Wikipédia en anglais intitulé « Akita Castle » (voir la liste des auteurs).